# Yomus
Yomus ou Ultra Yomus (jusqu'en 2013) est un groupe ultra du Valencia Club de Fútbol, équipe de football de la ville de Valence (en Espagne), fondé en 1983. Depuis les années 1990, les membres de Yomus sont connus pour avoir arboré une idéologie d'extrême droite et néonazie, imprégnée de nationalisme espagnol, avec une forte composante antisémite et anticatalaniste,,. Le parcours de Yomus est tourmenté. D'abord toléré et même encouragé par l'équipe dirigeante du Valence CF, la suite de son parcours est émaillée de tensions avec celle-ci, débouchant sur plusieurs mesures d'interdictions plus ou moins effectives. Plusieurs de ses membres sont connus de la justice pour des faits d'agression et le groupe s'est trouvé impliqué de façon récurrente dans des épisodes de violence,.
Selon le sociologue Vicent Flor, les Yomus ont contribué à donner une image violente et extrémiste des supporters du club, ne représentant pas la grande majorité d'entre eux.
À sa fondation, le groupe compte environ 500 membres, un nombre estimé à environ 150 en 2013.
Il a été décrit comme « l'un des groupes ultra avec le plus d'histoire, l'un des plus actifs et originaux du panorama espagnol. »

## Histoire
L'apparition de Yomus participe d'une vague de diffusion des groupes ultras en Espagne au début des années 1980, à la suite de la coupe du monde de 1982, comme résultat de l'importation du hooliganisme britannique et des tifosi italiens dans la Péninsule,. Le nom de « Yomus » proviendrait d'un mot répété par un vieux supporter du virage nord du stade du club,,.
Au départ d'une composition mixte, à partir des années 1990, Yomus connaît un virage et devient dominé par une idéologie d'extrême droite, imprégnée de violence et de nationalisme espagnol, avec une forte composante antisémite et anticatalaniste,,. Certains de ses éléments sont connus pour leur participation à des manifestations blavéristes (mouvement anticatalaniste valencien).
À la suite de plusieurs épisodes de violence et en conflit avec la direction du club, le groupe rentre en inactivité en juillet 2013. Le groupe annonce tout d'abord sa dissolution, puis son retour en décembre de la même année, malgré l'opposition de responsables du club.
Yomus est interdit au stade de Mestalla en 2019. En novembre, la demande de réintégration formulée par les nouveaux dirigeants du groupe, liés à des groupes d'extrême droite, est catégoriquement refusée par la direction du club.

### Origines et premières années
Yomus est fondé en septembre 1983, comme un groupe d'animation destiné à des jeunes âgés de 12 à 20 ans issus de différents milieux sociaux, allant d'adolescents appartenant aux familles bourgeoises de la ville de Valence à des néonazis fortement idéologisés, qui étaient situés dans les tribunes générales du stade Lluís Casanova, (nom du stade de Mestalla entre 1969 et 1994). À ses débuts en 1983, Yomus est un groupe d'encouragement plus ou moins spontané, avec des chants, des fusées éclairantes et des pétards. Il apparaît consolidé à partir de 1985.
À l'origine, le groupe rassemble des jeunes de sensibilités variées. Esthétiquement, même si les premiers skinheads (néo-nazis) de Valence sont visibles dans le même secteur du stade que Yomus, les origines sociales des membres sont variées et l'esthétique du groupe combine des éléments de différentes tribus urbaines, avec d'abondantes références aux cultures rock et metal,,.
Selon David Madrid, « à cette époque, la camaraderie entre les membres était très importante, ils étaient unis par une grande haine à tout ce qui est catalan (aussi bien blaugrana que blanquiazul). » 
Les chants historiques associés au groupe sont caractérisés par leur ton vulgaire et provocateur, par exemple « Peña Yomus, ¡qué peña tan cabrona!, con los huevos que tenía provocaba a la afición », et rapidement, le groupe se caractérise par un discours anticatalaniste marqué et le recours à la violence (jets de pierres, coups de bâtons...).

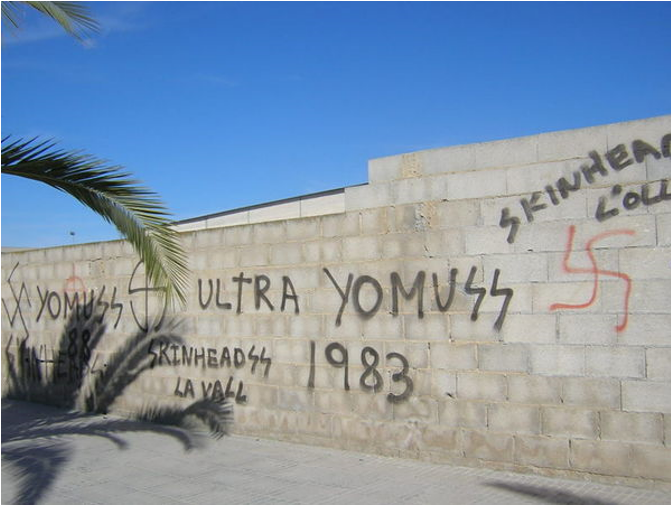
Graffiti de Yomus, graphié « Yomuss » avec une stylisation inspirée du symbole des SS, avec d'autres références et symboles d'extrême droite et néo-nazis.

Avec la relégation de Valence en deuxième division lors de la saison 1985-1986, le groupe, loin d'être diminué comme on pouvait le supposer, passe de 150 à 300 membres et s'oriente idéologiquement vers l'extrême droite en raison de l'entrée coordonnée d'éléments liés au groupe Acción Radical,, si bien qu'au cours des années suivantes ses participants modérés quittent Yomus, qui devient alors une organisation d'idéologie néo-nazie, avec un discours espagnoliste extrémiste, antisémite et des références explicites au nazisme (comme une stylisation de l'appellation de « Yomus » reprenant l'insigne des SS sur des pancartes ou sur des graffitis).
C'est à cette époque que le mot tifo est introduit et les premiers tifos ont été fabriqués avec des rouleaux de papier ou de carton. Lors de la saison 1988-1989, les tifos et l'utilisation de matériel pyrotechniques deviennent impressionnants et l'animation très vivace, en particulier lors des matchs contre Madrid et Barcelone. Entre 1990 et 1992, certaines des chorégraphies les plus spectaculaires d'Espagne sont l'œuvre des supporters du Gol Nord (« But Nord ») de Mestalla, auquel est rattaché Yomus. Durant la saison 1990-1991, Yomus est à l'origine d'un tifo monumental figurant le drapeau de la Communauté valencienne lors d'un match de l'UEFA contre l'AS Rome, qui est suivi de graves incidents, qui se prolongèrent pendant la nuit et furent réprimés par des charges policières.
Yomus acquiert alors la réputation de peña « la plus originale et obtint même la reconnaisance des groupes italiens. »

### Politisation et augmentation des violences
Au début des années 1990, Yomus est dirigé par Luis Miguel Arechavaleta, dit « Yogui », qui s'oppose publiquement à la politisation des groupes de supporters, et en particulier aux prétentions de l'entrepreneur et homme politique d'extrême droite José Luis Roberto (es) de contrôler le Gol Nord. Arechavaleta est remplacé par Teo Javaloyes, plus proche de Roberto, mais qui prend bientôt ses distances avec l'extrême droite pour se concentrer sur le travail d'animation.
Une crise secoue Yomus lors de la saison 1991-1992, lorsque le départ de certains dirigeants du groupe entraîne la disparition momentanée de la peña.
Yomus est réactivé au cours de la saison suivante, mais la désintégration d'Acción Radical ainsi que le procès contre Pedro Cuevas (proche de la peña) pour le meurtre du militant d'extrême gauche Guillem Agulló (en) en avril 1993 conduisent à une nouvelle période d'instabilité, Yomus disparaissant presque lorsqu'une grande part de ses membres actifs se trouve inculpée, sanctionnée ou quitte simplement le groupe,. Certains membres de Yomus sont remarqués en arborant une pancarte « !Jódete Guillem! » (« Va te faire foutre Guillem ! »), en allusion à ce meurtre. En 1994, d'anciens membres de Yomus ayant quitté la peña au début de la décennie fondent le groupe d'animation Gol Gran, club de supporters apolitique et opposé à la violence jusqu'alors caractéristique du Gol Nord de Mestalla,.
Durant la saison 1995-1996, ils sont très actifs en termes de déplacements et laissent les tifos sur un second plan. Lors de la saison suivante, les démonstrations perdent en intensité, au point que même l'animation sur le terrain disparaît pratiquement. En revanche, les incidents se multiplient entre 1997 et 1998, faisant de cette période la plus marquée par la violence depuis la constitution du groupe.
Au début des années 2000, Yomus connaît une nouvelle crise. Concomitamment avec la disparition de la tribune générale debout, le nombre de ses membres diminue considérablement, même si le groupe se manifeste encore à travers des tifos et une certaine animation. Au même moment, un groupe lié au Fan Club, le noyau dur de Yomus, prend le contrôle de l'association.
Des faits d'agression et de harcèlement de la part de membres de Yomus à l'encontre de supporters du Levante UD (l'autre principal club de football de la ville de Valence) sont rapportés en 2003, et en janvier 2005, débouchant sur la détention de 4 et 15 ultras respectivement.
Le 12 mai 2004, au cours d'un match de Liga, les membres de Yomus lancent un feu de Bengale aux pieds d'une fillettes, bousculent une femme portant un bébé et demandent à d'autres spectateurs de quitter un secteur des tribunes sous prétexte de sécurité, pour en réalité tenter de se réserver les meilleures places.
En mai 2005, quatre membres de Yomus sont condamnés à deux ans de prison après avoir agressé des policiers en 2002 lors d'un match.
Jusqu'en 2005, les débordements de Yomus bénéficient d'une tolérance de la part de dirigeants du club — par exemple le président du club Paco Roig déclare de Yomus : « S'ils sont fascistes, qu'ils le soient ! Ils ne sont pas pires que les communistes. » —, de la complaisance de certains médias, ceux qui les dénoncent reçevant en revanche menaces et intimidations. Selon le journaliste Sergi Pitarch, « Ultra Yomus a été toléré dans certains cas et encouragé dans d'autres par les différentes directions du Valence CF », le club bénéficiant de son animation dans les stades,. En contrepartie, des membres de Yomus reçoivent des places gratuites pour des matchs, ainsi qu'une aide logistique — autocars fournis par le club à l'occasion d'un déplacement — ou financière — pour l'achat de grands drapeaux —,.
52 membres de Yomus sont condamnés à une amende à la suite de troubles ayant suivi un match contre le Club Atlético Osasuna en 2007, où le Valencia jouait en déplacement.
Le 13 juin 2007, une vingtaine de membres de Yomus se font remarquer pour avoir empêché la tenue d'une conférence de presse, après avoir continûment invectivé les joueurs du club durant leur entraînement.
À la fin de la décennie, éclatent à nouveau des conflits avec des supporters d'autres clubs ou autour du contrôle de Yomus entre différentes personnes, toutes liés à l'extrême droite valencienne.
À partir de 2010, lorsque la vieille garde liée à Ramón Castro, dit « Levis », reprend le contrôle de Yomus, un rapprochement a lieu entre le groupe et Gol Gran afin de créer une tribune d'animation qui entrerait en activité lors de la saison 2012-2013, la Curva Nord Mario Alberto Kempes, qui permet d'augmenter la visibilité de Yomus et sera dominée par des militants du parti d'extrême droite España 2000,. L'appellation Curva Nord est reprise en hommage à la Curva Nord Milano — et non un mélange d'espagnol (curva, « courbe, virage ») et de valencien (nord, « nord »), comme on le pense parfois —, rassemblement de groupes ultra de l'Inter de Milan.
En septembre 2010, la police procède à l'interpellation de 70 ultras de Yomus et de Jove Elx qui avaient planifié des affrontements avec les Herculigans — du Hércules d'Alicante, autre club de la région —, saisissant couteaux, engins pyrotechniques et ceintures portant des insignes nazis.
En 2012, le site web de la peña contient notamment des liens vers celui de la Librería Europa (es), portail de l'extrême droite négationniste et identitaire à Barcelone, proche du parti España 2000.

### Crise de 2013
En mai 2013, des membres d'Ultras Yomus déploient dans le stade une pancarte incluant des symboles nazis. La Curva Nord publie un communiqué annonçant que les responsables seront expulsés et la symbologie violente ne sera plus tolérée. En septembre 2013, coïncidant avec la démission de Paco Rausell du poste de président de la Curva Nord Mario Alberto Kempes et la convocation d'élections dans la peña, dont ils s'étaient séparés peu de temps auparavant en raison de désaccords, Yomus annonce la suspension de ses activités,, mais elles reprennent quelques mois plus tard.
Peu de temps après, la direction de la Curva Nord publie un communiqué condamnant certains incidents violents survenus au cours de la saison, soulignant son caractère pacifique et apolitique. Rapidement, Ultra Yomus annonce quitter Curva Nord afin de conserver sa propre « identité ». Cependant, ses membres — environ 150 — restent dans le même secteur que la Curva Nord qui, lors de la saison 2013-2014, étend sa capacité à 2 400 places.

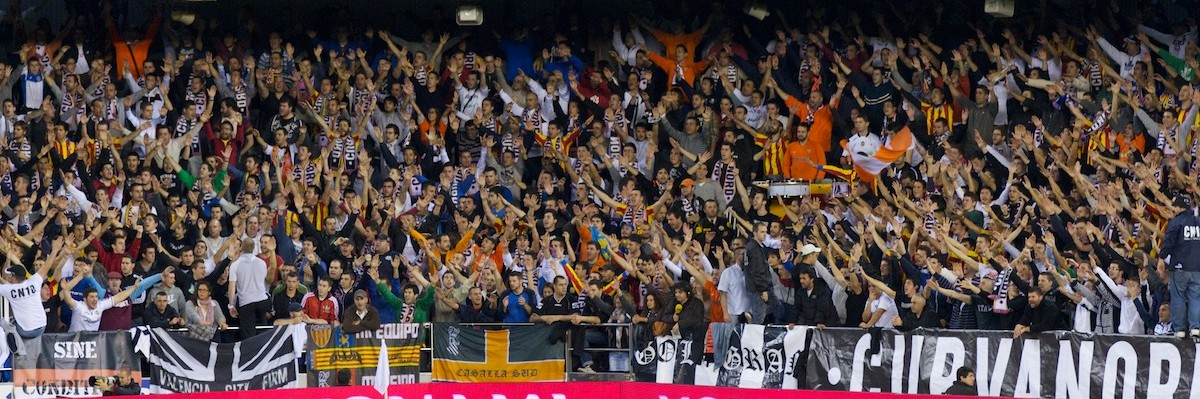
Photo de la Curva Nord en 2012.

Bien qu'ayant justifié l'abandon de la Curva Nord par la nécessité de maintenir son identité en tant que groupe, Yomus annonce sur les réseaux sociaux sa disparition moins d'un mois plus tard, trois jours après que le président de la Curva Nord, Paco Rausell, a annoncé sa démission et la convocation d'élections pour élire une nouvelle direction.
En décembre 2013, Yomus annonce reprendre ses activités. Tout juste un an plus tard, en décembre 2014, dans un contexte où l'opinion publique espagnole se manifeste contre la violence sur les terrains de football après le meurtre de Francisco Javier Romero Taboada — dit « affaire Jimmy (es) —, supporter ultra du Deportivo La Corogne, Ultra Yomus annonce supprimer le mot « Ultra » de son nom pour tenter de prendre de la distance avec son image passée.

### Mesures d'expulsion à partir de 2015
En 2015, des mesures sont prises pour empêcher l'entrée des membres de Yomus dans les stades, et pour empêcher et sanctionner l’entrée de symboles xénophobes et antidémocratiques. Les secteurs ultras ripostent par des menaces adressées aux dirigeants du club.
La même année, le rapprochement entre les leaders de la Curva et la RACV (l'une des principales organisations de promotion du blavérisme) est source de tensions avec la direction du club.

### Incidents du9 octobre 2017
De graves incidents ont lieu le 9 octobre 2017, jour de la fête de la Communauté valencienne, au cours desquels plus d'une centaine de personnes, dont une douzaine d'affiliés de Yomus, commettent des attaques contre des manifestants défendant la promotion du valencien — modalité de catalan parlée dans la région — ainsi que plusieurs journalistes, dans le centre de Valence,,,. L'un des meneurs de l'agression est Vicent Estruch, dit «El Alfarrasí», lié depuis très jeune à la peña,. Lors de l'enquête, le juge se focalise sur Yomus afin de démontrer sa responsabilité en tant que « groupe organisé, violent et avec des ramifications, qui dispose de ses propres voies de financement et agit de façon coordinée. » Plus de treize membres de Yomus ou anciens supporters du Valence CF sont mis en examen pour provocation à la haine et association criminelle. Dès le lendemain, la direction du club prend des mesures pour prendre ses distances avec Yomus, qu'elle accuse de détériorer l'image du club. L'enquête établit rapidement les liens proches unissant Yomus et l'organisation d'extrême droite Hogar Social.

### Exclusion en 2019
Le nouveau propriétaire du club de football, Peter Lim, prend en 2019 une mesure drastique en décidant d'interdire à toute personne âgée de plus de 35 ans d'entrée dans la Curva Nord afin d'en expulser les membres de Yomus,. Selon le sociologue Vicent Flor, les motifs de l'expulsion ne sont pas clairs et il ne s'agit pas réellement d'une sanction motivée par le comportement violent récurrent de la peña. Selon cet auteur, la raison de l'expulsion serait plutôt liée à la volonté des dirigeants du club d'empêcher les supporters d'encourager l'équipe lors du match retour de la demi-finale de la Champions League contre Arsenal, plutôt que comme une punition pour les saluts fascistes réalisés par les ultras valenciens lors du match aller à l'Emirates Stadium.
Les membres de Yomus se livrent néanmoins encore à des agressions à l'extérieur du stade, par exemple contre les supporters de l'Ajax Amsterdam le 2 octobre 2019 ou contre les Boixos Nois (en) du FC Barcelone en janvier 2020.

## Rivalités et affinités

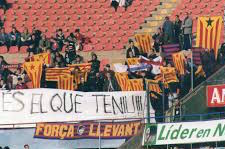
Força Llevant, peña radicale du Levante UD d'idéologie pancatalaniste, un des « ennemis » historique de Yomus.

Ultra Yomus est jumelé avec les groupes radicaux Curva Nord, de l'Inter de Milan et les Ultra Boys du Sporting de Gijón,. Ils ont également mené des actions violentes en collaboration avec les Gaunas Sur du CD Logroñés, avec qui le groupe est « ami » depuis la saison 1986-1987, comme généralement avec les équipes de La Rioja, et les Jove Elx du Elche Club de Futbol .
En raison de leur anticatalanisme, les Yomus se considèrent comme des ennemis des Boixos Nois (en) et Brigadas Blanquiazules (es), ultras du FC Barcelone et du RCD Espanyol de Barcelone respectivement, mais également des néofascistes Ultras Sur (es) (du Real Madrid)  et Frente Atlético (es) (de l'Atlético de Madrid),. D'autres « adversaires » récurrents sont les supporters du CA Osasuna, de l'Athletic Club de Bilbao, et de l'Hércules CF.

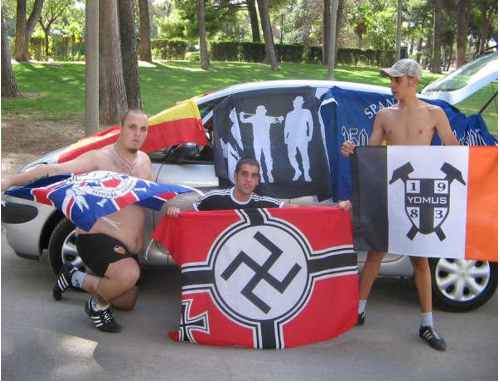
Supporters de Yomus arborant plusieurs drapeaux, dont un de la peña, un de l'Espagne et un autre de la Wehrmacht. À droite se trouve Juan José M. / Joan Josep M., leader de Yomus, condamné à trois ans d'emprisonnement pour agression,.

On trouve également parmi ses victimes des personnes sans aucun lien avec le monde du football, comme un jeune poignardé en janvier 2008 par deux membres néonazis de Yomus, qui sont condamnés à deux et trois ans de prison,. L'un d'eux figure encore parmi les participants aux agressions du 9 octobre 2017 qui feront grand bruit.
En novembre 2011, le président de Yomus est arrêté pour avoir présumément agressé un supporter du Real Madrid, après un match au stade Mestalla.
En juillet 2013, Ultras Yomus organise un tournoi de futsal dans les villes de Novetlè et Xàtiva pour célébrer son 30e anniversaire, avec la participation de supporters radicaux de l'Inter Milan et du Sporting de Gijón. Au cours du week-end, les participants suscitent des protestations en exhibant des symboles fascistes, en exécutant des saluts phalangiestes et en allumant des feux de Bengale, y compris à l'intérieur d'un restaurant, avec la participation d'un responsable du Parti Populaire de Xàtiva.
Yomus est proche de Jove Elx, autre groupe ultra néo-nazi de la Communauté valencienne mais de taille plus modeste, rassemblant (en 2014) une cinquantaine de supporters de l'Elche Club de Fútbol,.
Après leur exclusion de la tribune en 2019, les membres de Yomus font des émules auprès du public du Levante UD, l'autre club de football de la ville de Valence, dont des supporters se disent victimes d'agression ou de harcèlement de la part de militants d'extrême droite,.

## Idéologie
Selon le journal El Mundo, au moment de sa fondation, le groupe est relativement peu idéologisé, et montre certaines affinités avec l'extrême gauche et le nationalisme valencien. Néanmoins, différents auteurs soulignent que le composant « anti-catalan » est largement présent dès les origines de Yomus.

### Extrême droite
À diverses occasions, la police a saisi auprès des membres de Yomus des armes blanches (couteaux, battes de base ball, engins pyrotechniques, chaînes métaliques...) et des symboles néo-nazis en quantité importante.
L'un des chants historiquement associé à Yomus est l'hymne phalangiste Cara al sol.En 2017 encore, Yomus est décrit par les journalistes Sergi Pitarch et Laura Martínez comme « bras armé de l'extrême droite valencienne ».

### Anticatalanisme
Le nationalisme espagnol et l'anticatalanisme qui le caractérise dans une certaine mesure dès ses origines trouve ses racines dans le conflit identitaire connu sous le nom de « bataille de Valence » qui secoue la région durant la transition démocratique, alors encore vif en 1983. Le groupe s'est trouvé régulièrement impliqué dans des actions anti-catalanistes et fascistes ayant jalonné l'histoire du club valencien,.
Les antécédents directs de Yomus sont des éléments du Grup d'Accio Valencianista (GAV), groupe blavériste parafasciste très actif durant la transition valencienne (à partir de la deuxième moitié des années 1970), à l'origine de violences récurrentes lors des matchs entre le Valence CF et le Barça, violences relayées par Yomus à partir de sa fondation.
José Ramos Costa, président du club en 1976–1984, est proche d'UCD, parti ayant adopté une ligne idéologique blavériste durant la transition, et des milieux blavéristes de la capitale valencienne,. Plus tard, durant les années 1980, la direction du club  et ceux de la peña coïncident encore par leur proximité avec Vicent González Lizondo, alors leader du mouvement blavériste.
Dans une monographie sur le blavérisme publiée en 1988, le journaliste et psychologue Vicent Bello décrit les ultras du Valence CF comme « un produit de synthèse entre les nouvelles lignes d'intervention des jeunesses national-socialistes européenne, qui tentent de capitaliser les dynamismes les dynamismes émotionnels et groupaux que renforce le football-spectacle, et les déterminations spécifiques du mouvement fasciste régional. » Bello souligne également la proximité de certains dirigeants du club, comme José Domingo Ibáñez et son frère Francisco, avec Valencia-2000, groupuscule régionaliste d'extrême droite qui sera à l'origine d'España 2000.
Idéologiquement, une grande part des membres actifs du groupe s'inscrivent dans le blavérisme sociologique, anticatalanisme qui conduit à des incidents récurrents contre des supporters du Real Club Deportiu Espanyol  et  ceux du FC Barcelone (leur « ennemi » historique), deux clubs catalans, pour avoir porté des senyeres traditionnelle de la couronne d'Aragon, sans frange bleue (le drapeau à frange bleue étant un symbole du blavérisme), mais aussi contre des supporters d'autres équipes valenciennes comme le CD Castellón, le Hércules d'Alicante ou l'Elche Club de Fútbol pour la même raison,. Ces polémiques vexillologiques sont une constantes du blavérisme et ont été entretenues pendant des décennies, à l'intérieur du stade de Mestalla comme à l'extérieur, par le GAV. Se référant aux mêmes clubs, Bello relève en 1988 que la violence des membres de Yomus est presque exclusivement dirigée contre les équipes d'autres zones du domaine linguistique catalan.
Des pratiques courantes de Yomus, particulièrement à l'occasion de matchs contre le Barça, sont le chant de l'hymne régional, en particulier de son premier paragraphe rendant « des gloires à l'Espagne » et l'exhibition de pancartes portant le slogan blavériste «No mos fareu catalans» (« vous ne ferez pas de nous des Catalans ») ou «¡Puta Barça, puta Cataluña!»,,.